# Fredgaard
Fredgaard var en dansk kæde af radio/tv-butikker. 
Kæden blev grundlagt i 1937 af Lauritz Fredgaard og blev i 2001 fusioneret med Fona til selskabet F Group. Ved fusionen bestod kæden af 40 butikker. Fredgaard etablerede i 1989 en kæde af elektronikvarehuse, kaldet Super Radio. Kæden omfattede 7 butikker, der alle blev frasolgt til det norske Elkjøp i 2001. I 1997 købte Fredgaard Selandia-kæden, der omfattede 15 butikker, alle i Hovedstadsområdet; 9 af disse blev lukket i forbindelse med overtagelsen.
Fredgaard-butikkerne blev omdannet til Fona-butikker i 2003.